# 牛頭島石礦場
牛頭島石礦場是珠海市香洲區桂山鎮一座已停用的石礦場，位於桂山島北部的牛頭島上，面積為56萬平方米。

## 歷史

### 開採
此石礦場於大約1990年代中起開採，是珠海市石礦業全盛時期，設於鄰近香港離島的數十個民營石礦場之一。至1990年代中期，牛頭島與桂山島堤道完工，成為桂山島一部分。
大約2000年代，牛頭島石礦場連同鄰近的中心洲石礦場相繼停止開採，一直荒廢至2010年為止。在礦場關閉時，部分地方已開挖低於海平面。

### 港珠澳大橋工地
在計劃興建港珠澳大橋之初，承建商中交建原先打算在廣州市南沙區設立沉管工場。但由於牛頭島石礦場地理位置更佳，且石料仍未採盡，可處理後用於興建工場，因此將工場選址改於此處 。
石礦場的改建工程於2010年動工，並於翌年5月30日完工，主要在深水塢及塢口位置進行爆破工程。
沉管隧道的33節沉管在工場分批製造，安放至預定水域。直至2016年12月26日，最後一段沉管完成鑄造，於翌年5月2日完成對接。至此，港珠澳大橋全線貫通，而牛頭島工場亦正式關閉。

## 其後土地用途
牛頭島石礦場在完成沉管鑄造工程後，施工機器及相關建築群並無拆卸，而在略經改建後改作「港珠澳大橋沉管預製博物館」，已於2019年1月23日對外開放。改作博物館的石礦場舊址，原先供沉管和拖船進出的塢口，已用沙石回填；另於淺塢位置，亦建造了一節1：1比例仿製沉管作展示之用。